# Biagioni
Biagioni è un piccolo paese dell'Appennino tosco-emiliano, frazione del comune di Alto Reno Terme, in provincia di Bologna.

## Geografia fisica
È posto a 521 m s.l.m. sulla sponda sinistra del Reno, che segna il confine con il comune toscano di Sambuca Pistoiese.
Con circa 23 residenti, Biagioni ha la caratteristica di essere posto nel punto più meridionale dell'Emilia.

## Storia
Biagioni ha origine antica. I primi insediamenti risalgono infatti al 1400. Nei pressi del ponte c’è una casa, detta ‘Maremmana’, che risale approssimativamente al 1400, come si deduce da alcune pietre scolpite. Il ponte sul fiume Reno rappresentava, nei secoli passati, l’unico ponte nel lungo tratto da Ponte della Venturina a Pracchia. La struttura attuale del ponte risale al XIX secolo. Nei pressi del ponte si trova un edificio indicato come sede delle dogane dello Stato Pontificio e del Granducato di Toscana.
Nei primi anni del 1600 fu costruita la chiesa, dedicata a San Giovanni Battista.
Come per tutto il territorio dell’ex comune di Granaglione, il periodo tra le due guerre mondiali fu caratterizzato da una forte emigrazione e decrescita demografica, che si intensificò ulteriormente nel secondo dopoguerra.

### Eccidio di Biagioni
Il 4 luglio 1944 alcuni partigiani distrussero un automezzo tedesco a Biagioni e forse uccisero un milite delle SS italiane. Il giorno dopo furono rastrellate nove persone dalle SS tedesche e dalle SS italiane.
Saverio Bruni e Attilio Vivarelli furono impiccati nella piazza del paese, alla presenza di molti cittadini, oltre che della madre e della sorella di Vivarelli. Vennero fucilati Paolo Calistri, Giovanni Fornaciari, Rosolino Mori, Armando Vivarelli, Domenico Guglielmo Vivarelli, Eugenio Vivarelli detto Pipetta e Marte Vivarelli. Calistri, rimasto ferito, tentò di fuggire, ma fu raggiunto e finito con i calci dei fucili e un colpo alla nuca.
Il processo contro i responsabili non fu celebrato. perché il fascicolo giudiziario era finito nell’ “armadio della vergogna”. Per ragioni di difficile comprensione i martiri di Biagioni - meno Bruni e Armando Vivarelli - sono stati inseriti nell’Albo caduti e dispersi della repubblica sociale italiana come vittime di agguati dei partigiani.

## Cultura

### Cucina
Fra i piatti tipici locali è particolarmente degno di menzione il tortellone montanaro, a cui i residenti locali dedicano una sagra folkloristica che si svolge solitamente nel primo fine settimana di agosto.

## Infrastrutture e trasporti

### Strade
È raggiungibile attraverso la SP 632 detta "Traversa di Pracchia", che collega la frazione pistoiese di Pracchia con Ponte della Venturina.

### Ferrovie
Biagioni dispone di una propria fermata ferroviaria lungo la linea Pistoia-Porretta Terme.

## Galleria d'immagini

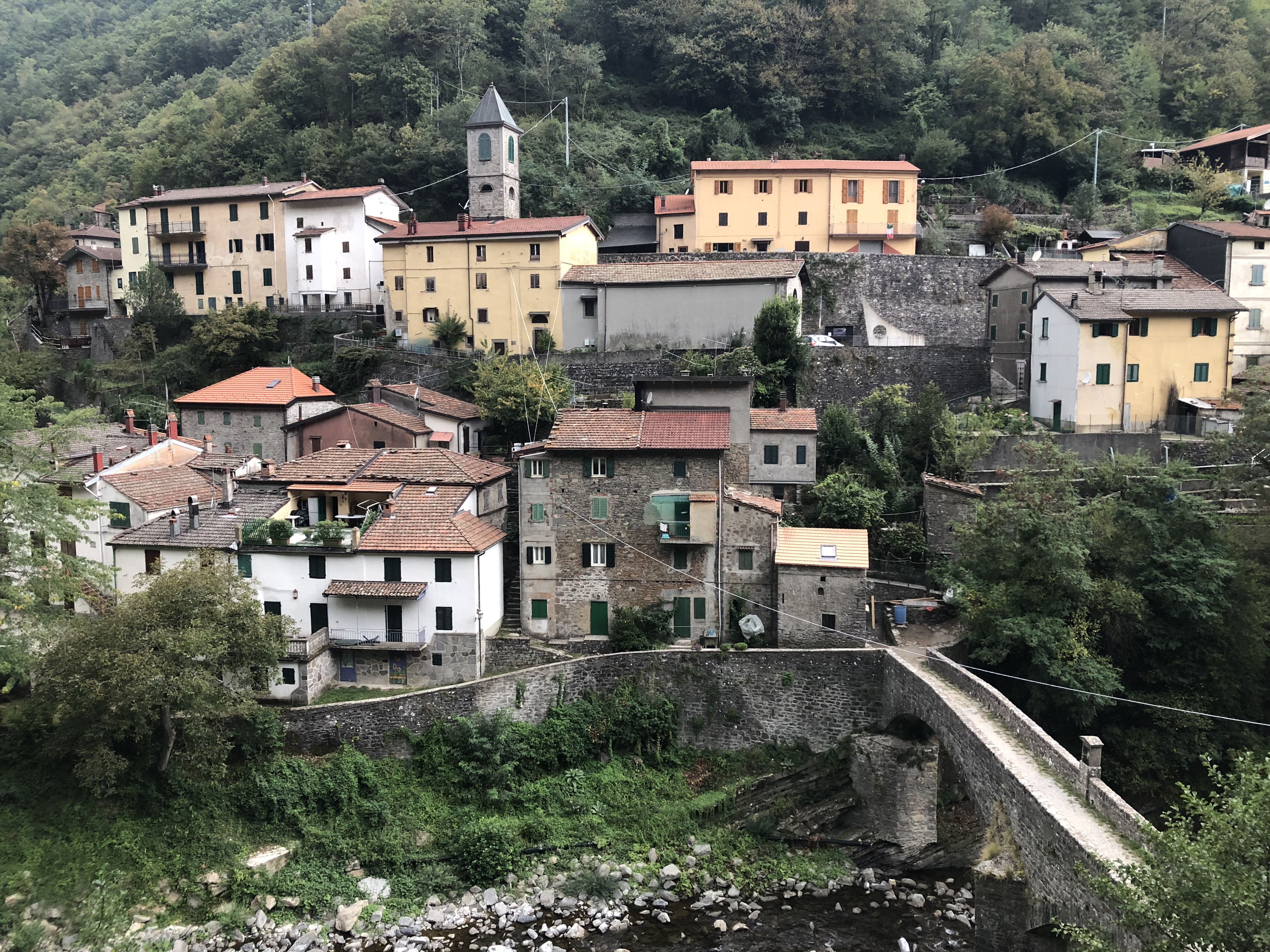
Panorama di Biagioni visto dalla sponda Toscana del fiume Reno